# North American X-15

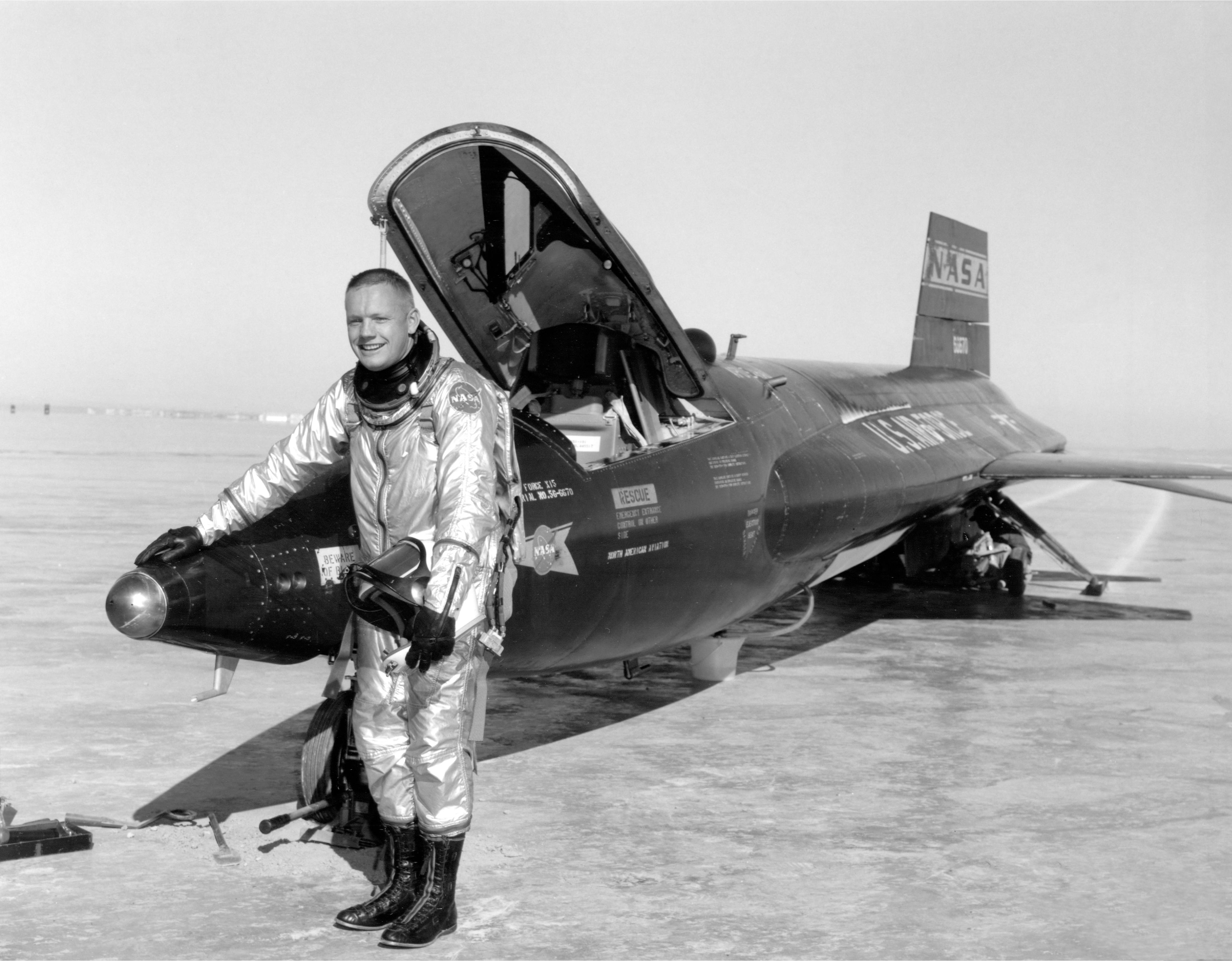
Pilot Neil Armstrong mit X-15 (1960)

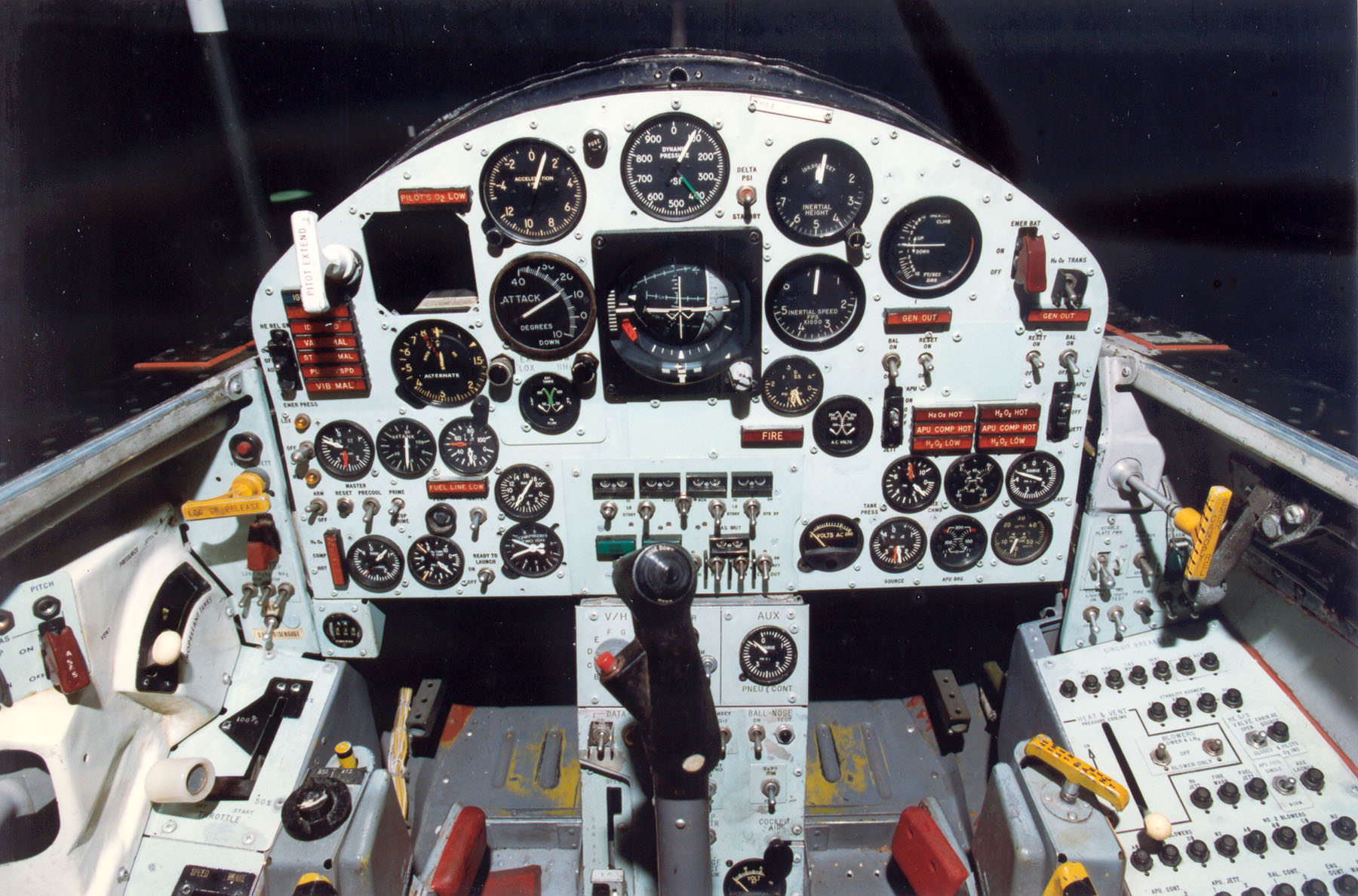
Cockpit der North American X-15A-2

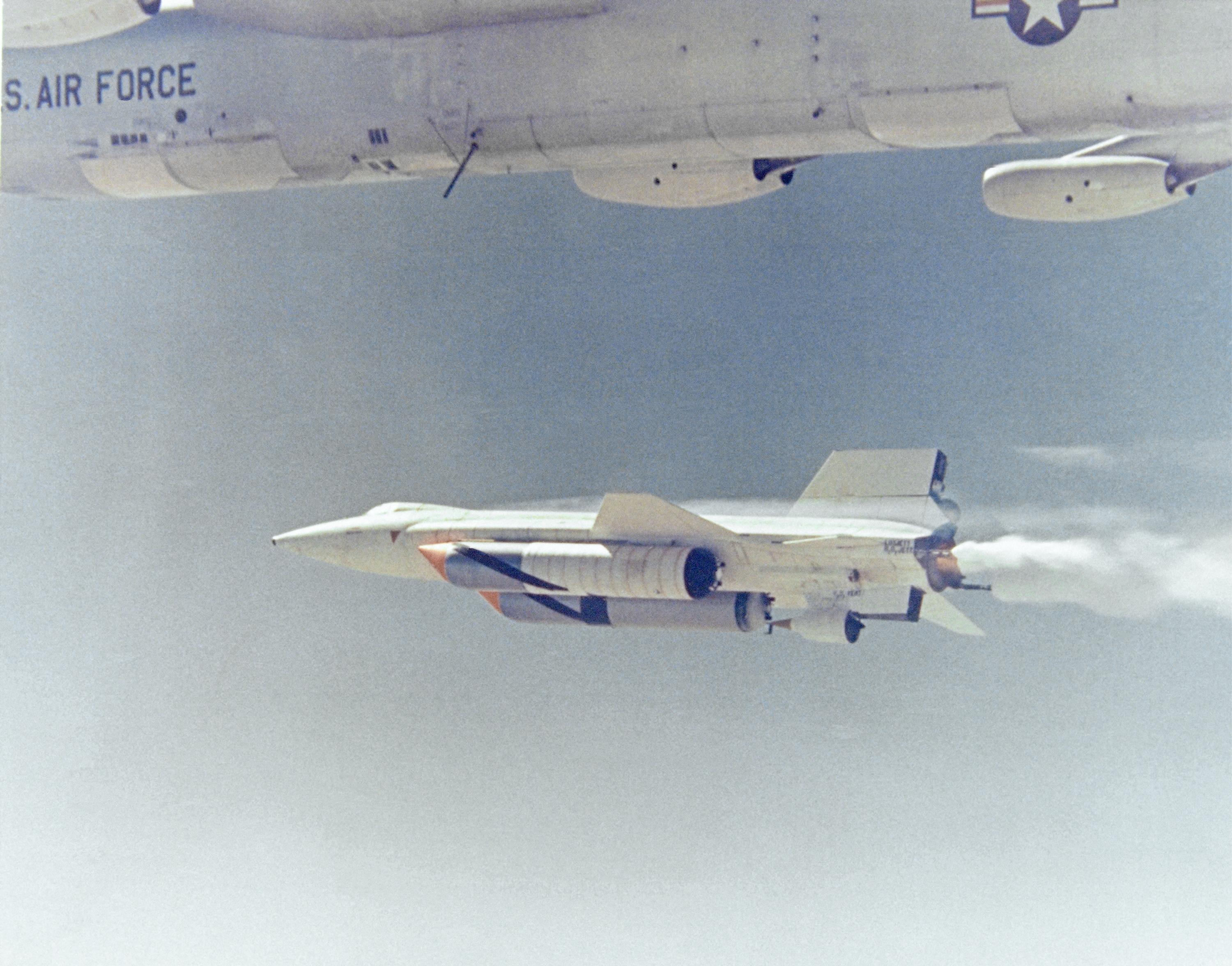
X-15A-2 mit ablativem Hitzeschutz und Zusatztanks

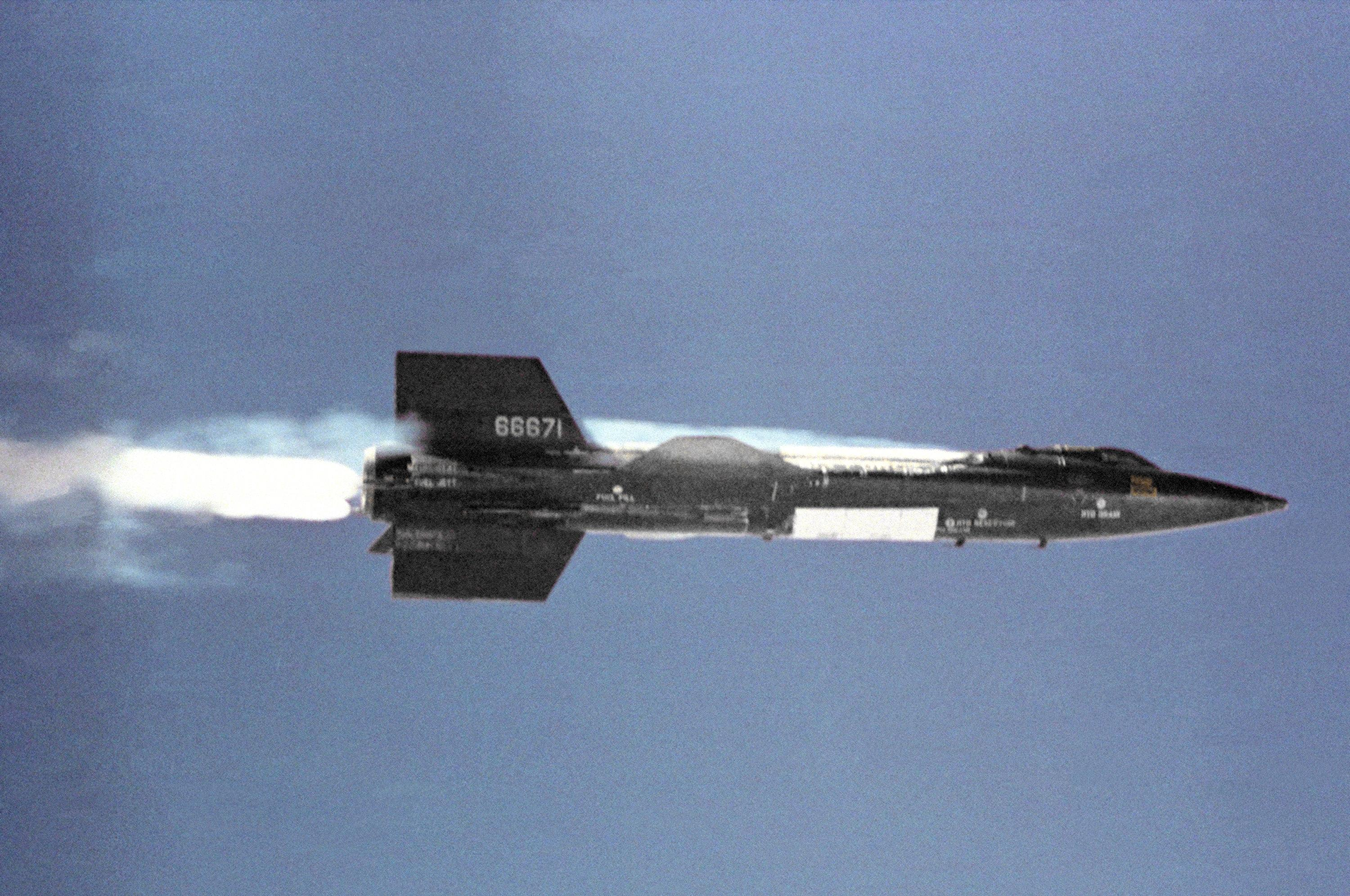
X-15 während eines Testfluges

Das US-amerikanische Testflugzeug X-15 war ein raketengetriebenes Experimentalflugzeug für Höhen- und Hochgeschwindigkeitsflüge. Das Unternehmen North American Aviation (NAA) baute drei Exemplare dieses Musters. Bereits in den 1960er Jahren wurden mit dieser Maschine Rekorde für bemannte Flugzeuge aufgestellt. Es wurden eine Höchstgeschwindigkeit von 7274 km/h (Mach 6,72) und eine Flughöhe von 107,96 km erreicht. Die gesammelten Daten dienten dem US-Raumfahrtprogramm wie etwa dem Apollo-Programm. Höhere Geschwindigkeiten und Höhen bemannter Flugzeuge wurden erst mit dem Space Shuttle ab 1981 erreicht.

## Konstruktion
Das einsitzige Flugzeug hatte eine Reihe technischer Besonderheiten, um den extremen Flugbedingungen gerecht zu werden. Die Struktur bestand aus Titan und Stahl mit einer Außenhaut aus Inconel-X, welches Temperaturen von bis zu 650 °C standhält. Der Grund dafür war, dass die Temperaturbeständigkeit ein größeres Problem als der Leichtbau darstellte. Das Flugzeug wurde aus der Luft von einem umgebauten B-52-Bomber der NASA gestartet und landete auf seinem eigenen Fahrwerk. Neben den aerodynamischen Flächen zur Steuerung in der Erdatmosphäre war auch ein Reaction-Control-System eingebaut, um Manövrierfähigkeit außerhalb der Atmosphäre zu ermöglichen.
In knapp 3 Minuten verbrauchte das regelbare Thiokol-Einkammer-Flüssigkeitsraketentriebwerk XLR99-RM2 von Reaction Motors (Schubkraft: 254 kN (57.000 lbf) auf Meereshöhe, 311 kN (70.000 lbf) auf Gipfelhöhe) der X-15A-2 etwa 15 Tonnen Raketentreibstoff. Dieser Treibstoff bestand aus Ammoniak und flüssigem Sauerstoff sowie aus Wasserstoffperoxid zum Antrieb der Hochleistungsturbopumpen, die diesen Treibstoff in die Brennkammer pressten. Das Raketenflugzeug legte dabei bei einem typischen Testflug eine Strecke von 450 km zurück. Die Belastungsgrenzen lagen bei −3,0 und +7,33 g.
Für die schnellsten Flüge wurden Zusatztanks und ein pinker ablativer Hitzeschutz aufgetragen. Um der enormen thermischen Ausdehnung von 74 cm über die gesamte Länge des Flugzeugs standzuhalten, war dieses Material in der Konsistenz ähnlich dem Material für Radiergummis. Dieses chemisch reaktive Material wurde, um unerwünschten Kontakt mit Flüssigsauerstoff zu vermeiden, mit einer weißen Schutzschicht überstrichen.
Das Heckfahrwerk wurde wegen Platzmangel und zur Gewichtsreduzierung in Form von Kufen ausgeführt. Ansonsten gleicht die Bauweise des Flugkörpers in vielen Punkten der deutschen A9, einer bemannten Ausgabe der A4, was auch nicht weiter verwundert, weil die X-15 auf dem von Walter Dornberger für die NACA erarbeiteten Konzept eines Hyperschallforschungsflugzeuges basiert. Walter Dornberger war der militärische Leiter des Peenemünder V-2-Programms.

## Geschichte

### Entwicklung und Bau
Nachdem das „Research Airplane Committee“ am 30. Dezember 1954 zwölf Flugzeugherstellern das Projekt vorstellte, konnten bis zum 9. Mai 1955 vier Firmen – die Bell Aircraft Corporation, Republic Aviation Company, North American Aviation und Douglas Aircraft Company – ihre Entwürfe für die drei Exemplare vorlegen. Am 6. Dezember 1955 wurde der Auftrag an die North American Aviation vergeben, obwohl deren Entwurf mit Abstand teurer war als die der anderen Hersteller. Ein Grund, warum man sich für NAA entschied, war, dass diese nicht die Magnesiumlegierung Elektron, sondern die Nickelbasislegierung Inconel-X für die Außenhaut nutzen wollten. Im September 1956 begann NAA mit dem Bau der drei Exemplare. Im Dezember desselben Jahres wurde der erste Mock-up fertiggestellt.

### Testflüge
Am 15. Oktober 1958 erfolgte der Rollout des ersten Exemplars. Am 10. März 1959 wurde der erste Testflug unternommen, jedoch noch ohne Trennung vom Trägerflugzeug. Als solches kamen eine umgebaute B-52A und B-52B zum Einsatz, die nach ihrer Modifikation NB-52A beziehungsweise NB-52B hießen. Am 8. Juni desselben Jahres wurde mit dem ersten triebwerkslosen Exemplar der erste Gleitflug durchgeführt. Am 17. September 1959 flog die zweite X-15 erstmals mit Raketenantrieb, jedoch zunächst noch mit zwei Stück des schwächeren Triebwerks Reaction Motors XLR-11, dennoch erreichte sie eine Geschwindigkeit von 2242 km/h.
Im Sommer des darauf folgenden Jahres wurde die X-15 Nr. 3 umgerüstet, das Einzeltriebwerk Reaction Motors XLR99 wurde eingebaut, so dass das Flugzeug mit Geschwindigkeiten fliegen konnte, die höher waren als Mach 4. Nach der Umrüstung der X-15 Nr. 3 folgten wenig später auch die ersten zwei Versionen. Am 15. November 1960 folgte der erste Flug mit der modifizierten X-15.
Nachdem es am 9. November 1962 bei dem zweiten Exemplar infolge eines Triebwerksschadens zu einer Bruchlandung kam, entschied man sich, die X-15 Nr. 2 zu der größeren X-15A-2 umzubauen, welche unter anderem 67 Zentimeter länger und aufgrund der zwei zusätzlichen abwerfbaren Außentanks auch wesentlich schwerer war. Im Juni 1964 erfolgte der erste Flug mit der X-15A-2.
Mit ihr stellte William John Knight am 3. Oktober 1967 (mit XLR-99) einen Geschwindigkeitsrekord auf: ungefähr 7275 km/h in einer Höhe von 31,1 km. Der Testflug musste allerdings abgebrochen werden und endete mit einer Notlandung. Der Höhenrekord der X-15 wurde allerdings schon am 19. Juli 1963 mit der X-15 Nr. 3 geflogen. Er betrug 107.960 Meter und erreichte somit per Definition den Weltraum.
Am 15. November 1967 verlor das dritte Exemplar der X-15 beim Wiedereintritt aus ungefähr 80 km Höhe die Längsstabilität und zerbrach unter den aerodynamischen Kräften, die bei ± 15 g lagen, deutlich mehr, als die X-15 aushielt. Der Pilot, Major Michael Adams, kam dabei ums Leben. Es war der 191. Flug einer X-15.
Der letzte Flug einer X-15 fand am 24. Oktober 1968 mit dem ersten Exemplar statt. Insgesamt wurden 199 Flüge durchgeführt.
Die beiden verbliebenen Maschinen sind im Smithsonian Air and Space Museum in Washington DC und im United States Air Force Museum in Dayton, Ohio ausgestellt.
Insgesamt kostete das Projekt, Hard- und Softwarekosten zusammengerechnet, 300 Millionen US-Dollar. Eine von NAA vorgeschlagene weiterentwickelte Version X-15-3 mit Deltaflügeln und Staustrahlantrieb wurde nicht realisiert.

### Piloten
| Pilot                                                             | Organisation            | Flüge | Weltraumflüge nach USAF-Definition | Weltraumflüge nach FAI-Definition | Max. Geschwindigkeit (km/h) | Max. Mach-Zahl | Max. Höhe (km) |
| ----------------------------------------------------------------- | ----------------------- | ----- | ---------------------------------- | --------------------------------- | --------------------------- | -------------- | -------------- |
| Michael J. Adams†                                                 | US Air Force            | 7     | 1                                  | 0                                 | 6.151                       | 5,59           | 80,95          |
| Neil Armstrong                                                    | NASA                    | 7     | 0                                  | 0                                 | 6.419                       | 5,74           | 63,09          |
| Scott Crossfield                                                  | North American Aviation | 14    | 0                                  | 0                                 | 3.153                       | 2,97           | 24,62          |
| Bill Dana                                                         | NASA                    | 16    | 2                                  | 0                                 | 6.272                       | 5,53           | 93,50          |
| Joe Engle                                                         | US Air Force            | 16    | 3                                  | 0                                 | 6.256                       | 5,71           | 85,46          |
| William John Knight                                               | US Air Force            | 16    | 1                                  | 0                                 | 7.274                       | 6,72           | 85,46          |
| John B. McKay                                                     | NASA                    | 29    | 1                                  | 0                                 | 6.217                       | 5,65           | 89,96          |
| Forrest S. Petersen                                               | US Navy                 | 5     | 0                                  | 0                                 | 5.794                       | 5,30           | 30,90          |
| Robert A. Rushworth                                               | US Air Force            | 34    | 1                                  | 0                                 | 6.465                       | 6,06           | 86,74          |
| Milt Thompson                                                     | NASA                    | 14    | 0                                  | 0                                 | 5.992                       | 5,48           | 64,37          |
| Joe Walker                                                        | NASA                    | 25    | 3                                  | 2                                 | 6.605                       | 5,92           | 107,96         |
| Robert Michael White*                                             | US Air Force            | 16    | 1                                  | 0                                 | 6.585                       | 6,04           | 95,92          |
| † Während des Fluges verunglückt; * Als Ersatz für Iven Kincheloe |                         |       |                                    |                                   |                             |                |                |

## Raumfahrerstatus

### Nach Definition der US Air Force acht Raumfahrer

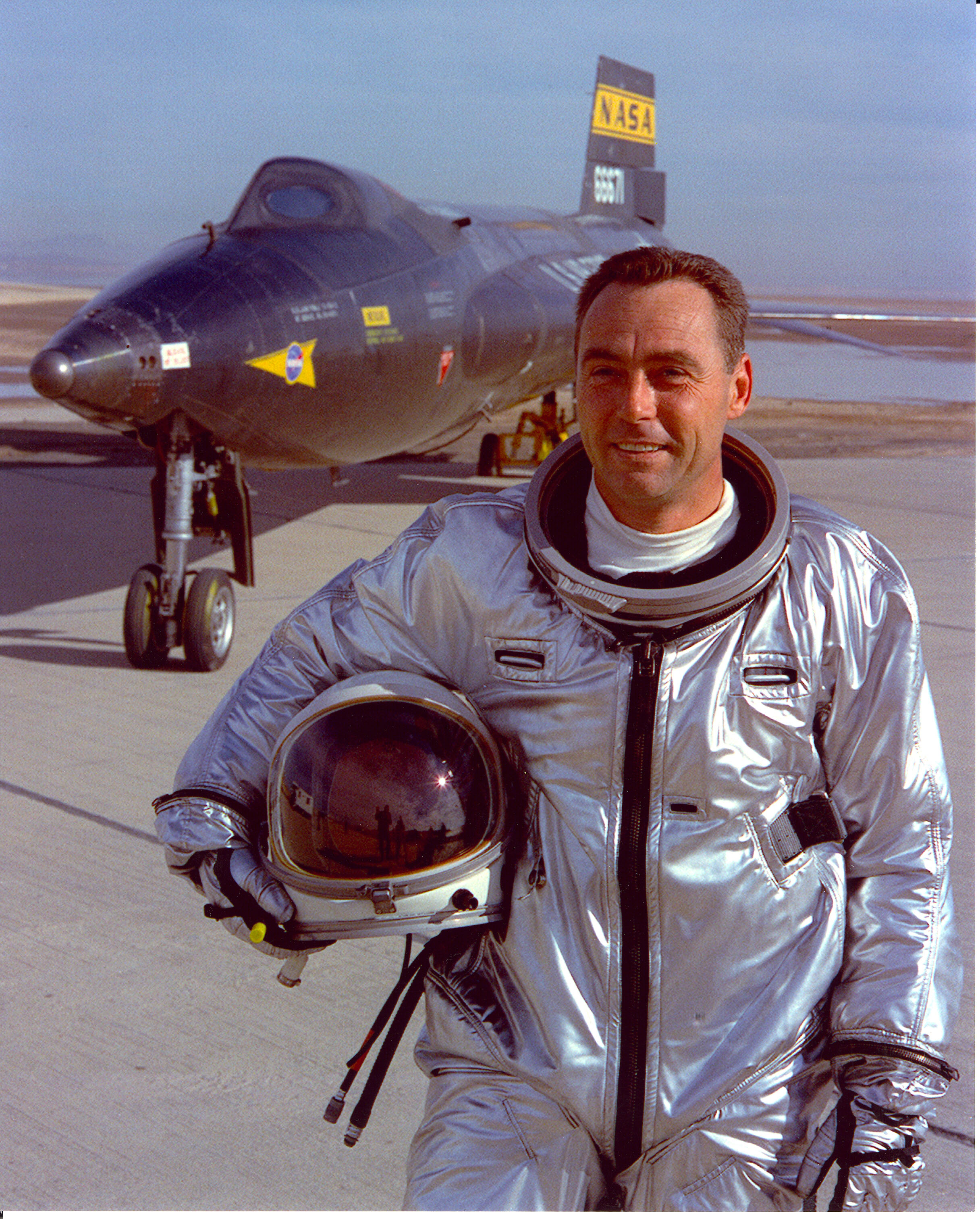
Pete Knight vor einer X-15 (1967)

Vom 17. Juli 1962 bis zum 21. August 1968 wurde bei 13 Flügen eine Höhe von über 50 Meilen (ungefähr 80 Kilometern) erreicht. Nach Definition der US Air Force beginnt dort der Weltraum, so dass die acht Piloten dieser Flüge als Raumfahrer galten. Die fünf militärischen Piloten Robert Michael White, Robert A. Rushworth, Joe Engle, William John Knight und Michael J. Adams erhielten von der US Air Force hierfür Astronautenschwingen als Auszeichnung. Für die drei zivilen Piloten wurde dies erst am 24. August 2005 nachgeholt. Bill Dana nahm die Auszeichnung selbst in Empfang, die verstorbenen Piloten Joe Walker und John B. McKay wurden durch Angehörige vertreten.

### Nach internationaler Definition nur ein Raumfahrer
Nach Definition der Fédération Aéronautique Internationale (FAI) liegt die Grenze zum Weltraum bei 100 km, der sogenannten Kármán-Linie. Nur zwei der X-15-Flüge überschritten diese Grenze: Flug 90 am 19. Juli 1963 mit 106.010 m und Flug 91 am 22. August 1963 mit 107.960 m. Beide Male war der Pilot Joe Walker, so dass er, nach internationaler Definition, der einzige Pilot war, der mit der X-15 den Weltraum erreichte.

### Zwei weitere Piloten wurden später Raumfahrer
Die X-15-Piloten Neil Armstrong und Joe Engle wechselten später zum Raumfahrtprogramm der NASA und erreichten dort Raumfahrerstatus. Armstrong betrat als erster Mensch den Mond, Engle kommandierte zwei Flüge des Space Shuttle.

## Technische Daten

Risszeichnung

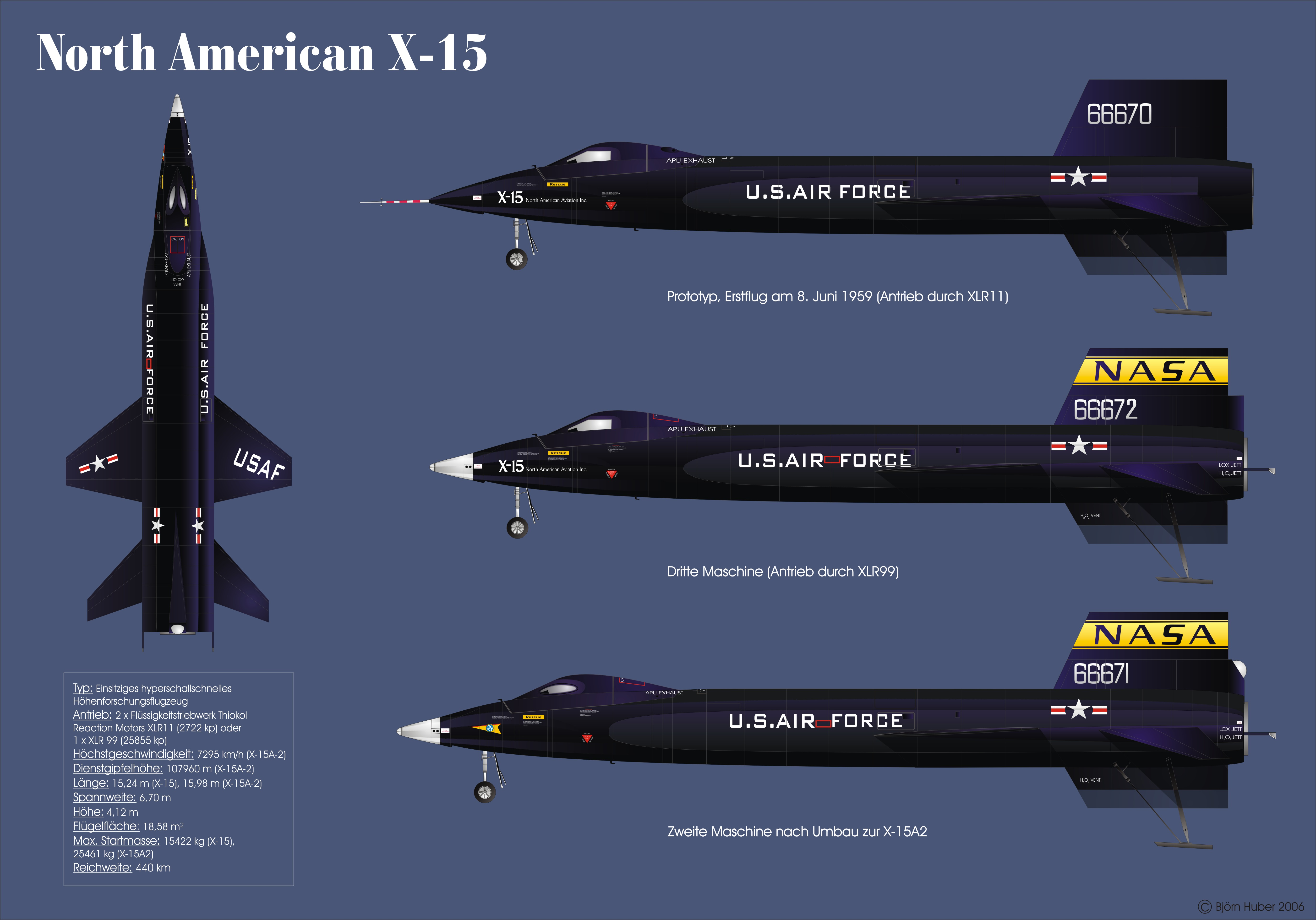
Die drei gebauten Exemplare der X-15; links Draufsicht der X-15A2

| Kenngröße             | Daten                                                         |
| --------------------- | ------------------------------------------------------------- |
| Besatzung             | 1                                                             |
| Länge                 | 15,24 m                                                       |
| Spannweite            | 6,71 m                                                        |
| Höhe                  | 4,12 m                                                        |
| Flügelfläche          | 18,58 m²                                                      |
| Flügelstreckung       | 2,4                                                           |
| Leermasse             | (X-15) 5.160 kg, (X-15A-2) 8.320 kg (Version mit Außentanks)  |
| Startmasse            | (X-15) 14.190 kg, (X-15A-2) 25.460 kg (Version mit Außentank) |
| Höchstgeschwindigkeit | 7.274 km/h (Mach 6,72)                                        |
| Reichweite            | 450 km (ballistische Flugbahn)                                |
| Triebwerk             | ein Flüssigraketentriebwerk Reaction Motors XLR99, regelbar   |
| Fahrwerk              | Bugrad und Heckkufen                                          |